# Alaksandr Zazula
Alaksandr Iwanawicz Zazula (biał. Аляксандр Іванавіч Зазуля; ros. Александр Иванович Зозуля, Aleksandr Iwanowicz Zozula; ur. 9 lipca 1965 w Hajkówce) – białoruski prawnik i polityk, w latach 2008–2016 deputowany do Izby Reprezentantów Zgromadzenia Narodowego Republiki Białorusi IV i V kadencji.

## Życiorys
Urodził się 9 lipca 1965 roku we wsi Hajkówka, w rejonie kobryńskim obwodu brzeskiego Białoruskiej SRR, ZSRR. Ukończył prawoznawstwo na Wydziale Prawa Białoruskiego Uniwersytetu Państwowego i Akademię Zarządzania przy Prezydencie Republiki Białorusi, uzyskując wykształcenie specjalisty w dziedzinie administracji państwowej.
Odbył służbę wojskową w szeregach Armii Radzieckiej. Pracował jako elektromechanik kolejowy stacji Żabinka w obwodzie brzeskim, ślusarz KIPA PTF w Kobryniu, pierwszy sekretarz Kobryńskiego Komitetu Miejskiego Leninowskiego Komunistycznego Związku Młodzieży Białorusi, kierownik Wydziału Handlu, inspektor ds. młodzieży, prawnik Kobryńskiego Miejskiego Komitetu Wykonawczego. Następnie pracował w firmie „Faktorija”, był dyrektorem Zamkniętej Spółki Akcyjnej „Optimalsierwis” w Kobryniu. Pełnił funkcję deputowanego do Brzeskiej Obwodowej Rady Deputowanych.
27 października 2008 roku został deputowanym do Izby Reprezentantów Zgromadzenia Narodowego Republiki Białorusi IV kadencji z Kobryńskiego Okręgu Wyborczego Nr 12. Od 31 października 2008 roku pełnił w niej funkcję zastępcy przewodniczącego Stałej Komisji ds. Budownictwa Państwowego, Samorządu Lokalnego i Przepisów. Od 13 listopada 2008 roku był członkiem Narodowej Grupy Republiki Białorusi w Unii Międzyparlamentarnej, a także przedstawicielstwa deputowanych Izby Reprezentantów w delegacji Zgromadzenia Narodowego Białorusi ds. podjęcia kontaktów ze Zgromadzeniem Parlamentarnym Organizacji Współpracy Gospodarczej Państw Morza Czarnego. 18 października 2012 roku został deputowanym do Izby Reprezentantów V kadencji z tego samego okręgu wyborczego. Pełnił w niej funkcję przewodniczącego tej samej komisji. Jego kadencja w Izbie Reprezentantów zakończyła się 11 października 2016 roku.

## Odznaczenia
- Medal „Za zasługi bojowe” (ZSRR);
- Medal „Od Wdzięcznego Narodu Afgańskiego” (Demokratyczna Republika Afganistanu);
- Medal „15 Lat Wyprowadzenia Wojsk Radzieckich z Demokratycznej Republiki Afganistanu”;
- Medal Jubileuszowy „60 Lat Wyzwolenia Republiki Białorusi od Niemiecko-Faszystowskich Najeźdźców”;
- Medal „Na Pamiątkę 10-lecia Wyprowadzenia Wojsk Radzieckich z Afganistanu”;
- Medal Jubileuszowy „60 Lat Zwycięstwa w Wielkiej Wojnie Ojczyźnianej lat 1941–1945”;
- Medal Jubileuszowy „70 Lat Sił Zbrojnych ZSRR” (ZSRR);
- Medal „90 Lat Sił Zbrojnych Republiki Białorusi”[1][2];
- Gramota Pochwalna Zgromadzenia Narodowego Republiki Białorusi[2].

## Życie prywatne
- Alaksandr Zazula jest żonaty, ma syna i córkę[1][2].